# Торо бурий
То́ро бурий (Phyllastrephus hypochloris) — вид горобцеподібних птахів родини бюльбюлевих (Pycnonotidae). Мешкає в регіоні Африканських Великих озер.

## Поширення і екологія
Бурі торо мешкають в Південному Судані, Демократичній Республіці Конго, Уганді, Кенії і Танзанії.